# Tenis en Italia

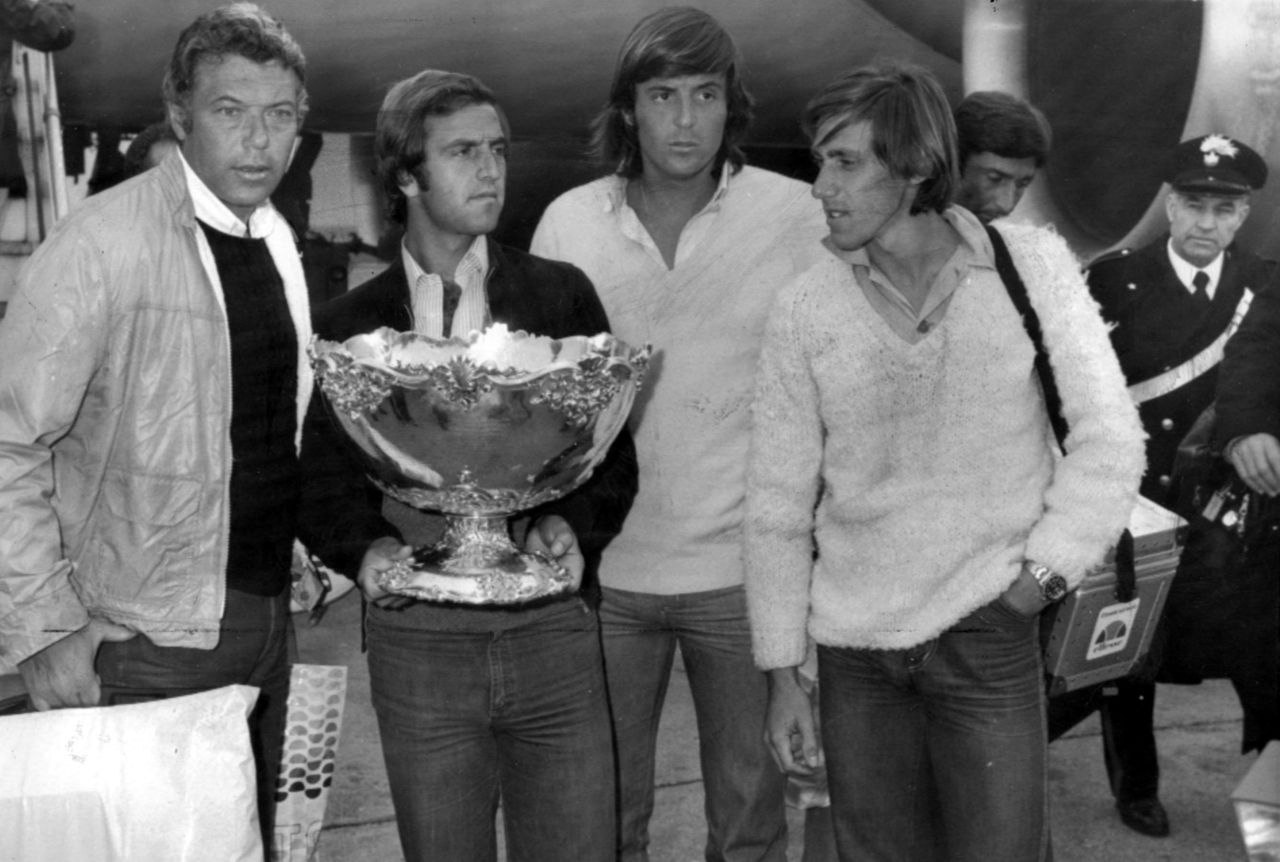
Copa Davis obtenida por Italia en 1976

El tenis fue exitoso en Italia a comienzos de la era abierta pues tenistas como Adriano Panatta, Corrado Barazzutti, y Paolo Bertolucci se mantuvieron en la élite en los años 70. Antes que ellos Nicola Pietrangeli fue ganador de dos Grand Slam (dos Roland Garros consecutivos en 1959 y 1960) durante la era amateur. Sin embargo pese a tener permanente presencia en el Top 100, no se cosecharon muchos éxitos a nivel individual en las siguientes cuatro décadas, sin torneos de Grand Slam, ni Top 10, hasta los años 2020's donde surge Jannik Sinner. En las dos primeras décadas del siglo  siglo XXI Andreas Seppi y Fabio Fognini fueron las principales figuras. Predominan las canchas con superficie de arcilla de polvo de ladrillo.
A fines de los años 2010s el tenis italiano tuvo un resurgimiento, con Fabio Fognini y Matteo Berrettini alcanzando el Top 10, el primero tras ganar el Masters de Montecarlo, mientras que el segundo tras ganar 2 títulos ATP 250 y alcanzar las semifinales del Abierto de Estados Unidos. Además Marco Cecchinato alcanza el Top 20 ese mismo año luego de acceder a la semifinal de Roland Garros. Dos italianos entre los Top 10 es un hecho inédito desde los años 1970s, en 2021 Matteo Berrettini (7°) Jannik Sinner (10°) finalizaron top 10. A su vez los jóvenes Jannik Sinner y Lorenzo Sonego alcanzaron el Top 10 y 25 en abril de 2021 luego de alcanzar la final de Masters de Miami, y ganar un título ATP 250 respectivamente. Ese mismo mes Italia contabilizó 10 tenistas entre los Top 100 por primera vez en su historia. Actualmente se habla de la generación dorada del tenis italiano con Sinner alcanzando el primer lugar de la clasificación mundial el 10 de junio de 2024, seguido de otros muy destacados tenistas como Matteo Berrettini, Lorenzo Musetti, Lorenzo Sonego, Matteo Arnaldi, Flavio Cobolli, Luciano Darderi, Luca Nardi, Mattia Bellucci y Francesco Passaro. En agosto de 2024 siete de ellos lograron estar entre los Top 50.
A nivel de representación nacional el Equipo de Copa Davis de Italia fue campeón dos veces en Copa Davis (1976 y 2023), en 1976 de la mano de Adriano Panatta, Corrado Barazzutti, y Paolo Bertolucci, y en 2023 de la mano de Jannik Sinner, Lorenzo Musetti y Lorenzo Sonego

## Mejores en el ranking ATP en individuales masculino
Tenistas italianos que han estado entre los 50 mejores del ranking ATP. 

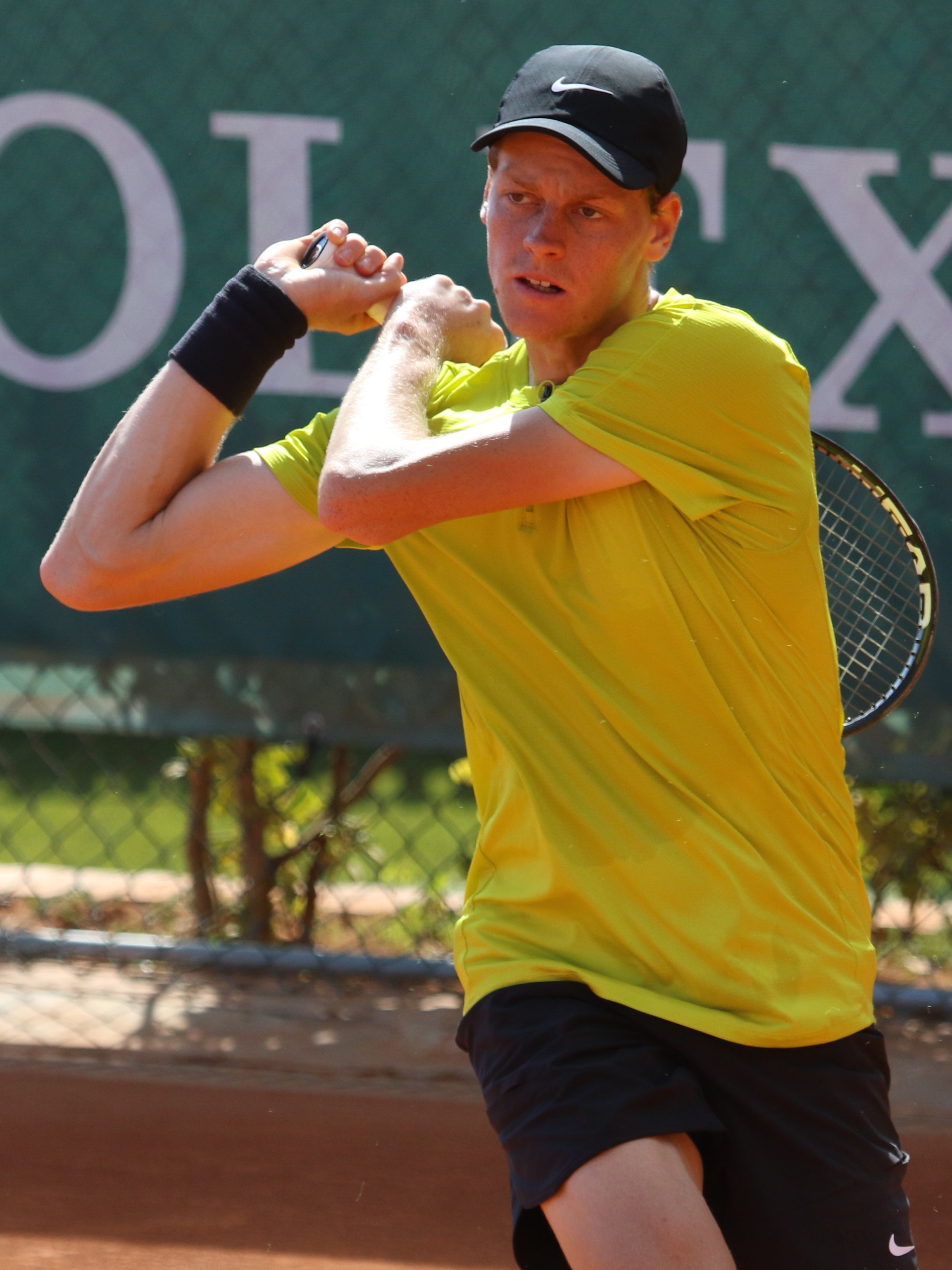
Sinner, el mejor tenista italiano de la historia.

| Singlista             | Mejor puesto | Año  | Títulos |
| --------------------- | ------------ | ---- | ------- |
| Jannik Sinner         | 1°           | 2024 | 19      |
| Adriano Panatta       | 4°           | 1976 | 10      |
| Matteo Berrettini     | 6°           | 2022 | 10      |
| Lorenzo Musetti       | 6°           | 2025 | 2       |
| Corrado Barazzutti    | 7°           | 1978 | 5       |
| Fabio Fognini         | 9°           | 2019 | 9       |
| Paolo Bertolucci      | 12°          | 1973 | 6       |
| Marco Cecchinato      | 16°          | 2019 | 3       |
| Omar Camporese        | 18°          | 1992 | 2       |
| Andrea Gaudenzi       | 18°          | 1995 | 3       |
| Andreas Seppi         | 18°          | 2013 | 3       |
| Renzo Furlan          | 19°          | 1996 | 2       |
| Flavio Cobolli        | 19°          | 2025 | 2       |
| Lorenzo Sonego        | 21°          | 2021 | 4       |
| Francesco Cancellotti | 21°          | 1985 | 2       |
| Filippo Volandri      | 25°          | 2005 | 2       |
| Paolo Canè            | 26°          | 1989 | 3       |
| Cristiano Caratti     | 26°          | 1991 | 0       |
| Antonio Zugarelli     | 27°          | 1977 | 1       |
| Potito Starace        | 27°          | 2007 | 0       |
| Matteo Arnaldi        | 29°          | 2024 | 0       |
| Gianni Ocleppo        | 30°          | 1979 | 1       |
| Luciano Darderi       | 32°          | 2024 | 0       |
| Paolo Lorenzi         | 33°          | 2017 | 1       |
| Simone Bolelli        | 36°          | 2009 | 0       |
| Gianluca Pozzi        | 36°          | 2001 | 1       |
| Stefano Pescosolido   | 42°          | 1992 | 2       |
| Davide Sanguinetti    | 42°          | 2005 | 2       |
| Claudio Panatta       | 46°          | 1984 | 1       |
| Daniele Bracciali     | 49°          | 2006 | 1       |

## Tenistas con más victorias ATP
Tenistas italianos con más de 150 victorias ATP.
| Nombre             | Victorias | Derrotas | Rendimiento |
| ------------------ | --------- | -------- | ----------- |
| Fabio Fognini      | 426       | 396      | 51,9%       |
| Adriano Panatta    | 391       | 244      | 61,6%       |
| Andreas Seppi      | 386       | 422      | 47,8%       |
| Corrado Barazzutti | 317       | 231      | 57,8%       |
| Jannik Sinner      | 281       | 82       | 77,4%       |
| Renzo Furlan       | 223       | 239      | 48,3%       |
| Andrea Gaudenzi    | 219       | 231      | 48,1%       |
| Matteo Berrettini  | 201       | 108      | 65,1%       |
| Paolo Bertolucci   | 187       | 147      | 57,4%       |
| Filippo Volandri   | 178       | 224      | 44,3%       |
| Gianluca Pozzi     | 175       | 259      | 40,3%       |
| Davide Sanguinetti | 170       | 244      | 41,1%       |
| Potito Starace     | 162       | 193      | 45,6%       |
| Lorenzo Musetti    | 157       | 119      | 56,8%       |
| Lorenzo Sonego     | 151       | 169      | 47,1%       |
| Omar Camporese     | 150       | 157      | 48,9%       |

## Tenista N°1 de Italia en el ranking ATP al finalizar la temporada
| Temporada | Jugador            | Ranking |
| --------- | ------------------ | ------- |
| 1970      | Martin Mulligan    | 40.º    |
| 1971      | Adriano Panatta    | 32.º    |
| 1972      | Adriano Panatta    | 22º     |
| 1973      | Adriano Panatta    | 14º     |
| 1974      | Adriano Panatta    | 34º     |
| 1975      | Adriano Panatta    | 14º     |
| 1976      | Adriano Panatta    | 7º      |
| 1977      | Corrado Barazzutti | 11º     |
| 1978      | Corrado Barazzutti | 10º     |
| 1979      | Adriano Panatta    | 28º     |

| Temporada | Jugador               | Ranking |
| --------- | --------------------- | ------- |
| 1980      | Corrado Barazzutti    | 23.º    |
| 1981      | Adriano Panatta       | 41.º    |
| 1982      | Claudio Panatta       | 76.º    |
| 1983      | Gianni Ocleppo        | 43.º    |
| 1984      | Francesco Cancellotti | 26º     |
| 1985      | Francesco Cancellotti | 58.º    |
| 1986      | Paolo Canè            | 44.º    |
| 1987      | Paolo Canè            | 51.º    |
| 1988      | Paolo Canè            | 81.º    |
| 1989      | Paolo Canè            | 33.º    |

| Temporada | Jugador             | Ranking |
| --------- | ------------------- | ------- |
| 1990      | Omar Camporese      | 45°     |
| 1991      | Omar Camporese      | 24°     |
| 1992      | Omar Camporese      | 42°     |
| 1993      | Stefano Pescosolido | 59°     |
| 1994      | Andrea Gaudenzi     | 24°     |
| 1995      | Andrea Gaudenzi     | 22°     |
| 1996      | Renzo Furlan        | 40°     |
| 1997      | Andrea Gaudenzi     | 57°     |
| 1998      | Andrea Gaudenzi     | 44°     |
| 1999      | Andrea Gaudenzi     | 84°     |

| Temporada | Jugador            | Ranking |
| --------- | ------------------ | ------- |
| 2000      | Gianluca Pozzi     | 43°     |
| 2001      | Andrea Gaudenzi    | 51°     |
| 2002      | Davide Sanguinetti | 46°     |
| 2003      | Filippo Volandri   | 47°     |
| 2004      | Filippo Volandri   | 43°     |
| 2005      | Filippo Volandri   | 38°     |
| 2006      | Filippo Volandri   | 38°     |
| 2007      | Potito Starace     | 31°     |
| 2008      | Andreas Seppi      | 35°     |
| 2009      | Andreas Seppi      | 49°     |

| Temporada | Jugador           | Ranking |
| --------- | ----------------- | ------- |
| 2010      | Andreas Seppi     | 52°     |
| 2011      | Andreas Seppi     | 38°     |
| 2012      | Andreas Seppi     | 23°     |
| 2013      | Fabio Fognini     | 16°     |
| 2014      | Fabio Fognini     | 20°     |
| 2015      | Fabio Fognini     | 21°     |
| 2016      | Paolo Lorenzi     | 40°     |
| 2017      | Fabio Fognini     | 27°     |
| 2018      | Fabio Fognini     | 13°     |
| 2019      | Matteo Berrettini | 8°      |

| Temporada | Jugador           | Ranking |
| --------- | ----------------- | ------- |
| 2020      | Matteo Berrettini | 10°     |
| 2021      | Matteo Berrettini | 7°      |
| 2022      | Jannik Sinner     | 15°     |
| 2023      | Jannik Sinner     | 4°      |
| 2024      | Jannik Sinner     | 1°      |
| 2025      |                   |         |

## Mejor participación en los torneos de Grand Slam
- Notas: Los jugadores representaban a Italia durante el torneo. En dobles es considerado al menos un(a) italiano(a). Actualizado hasta julio de 2022.

| Categoría                    | Abierto de Australia      | Torneo de Roland Garros   | Campeonato de Wimbledon | Abierto de los Estados Unidos |
| ---------------------------- | ------------------------- | ------------------------- | ----------------------- | ----------------------------- |
| Individual masculino         | Ganado (2024, 2025)       | Ganado (1959, 1960, 1976) | Ganado (2025)           | Ganado (2024)                 |
| Individual femenino          |                           | Ganado (2010)             | Final (2024)            | Ganado (2015)                 |
| Dobles masculino             | Ganado (2015)             | Ganado (1959)             | Final (1956)            |                               |
| Dobles femenino              | Ganado (2011, 2013, 2014) | Ganado (2007, 2012)       | Ganado (2014)           | Ganado (2012)                 |
| Dobles mixto                 |                           |                           |                         |                               |
| Individual masculino juvenil |                           | Ganado (1971, 1990)       |                         |                               |
| Individual femenino juvenil  |                           |                           |                         |                               |
| Dobles masculino juvenil     |                           |                           |                         |                               |
| Dobles femenino juvenil      |                           |                           |                         |                               |

## Generaciones
Considerando cada generación como los nacidos en un rango de 5 años de diferencia, los jugadores de cada generación que han estado entre los Top 50 en individuales son los siguientes:
(en negrita los top 10)
| 2000 - 2004 - Jannik Sinner - Lorenzo Musetti - Matteo Arnaldi - Flavio Cobolli - Luciano Darderi |  | 1995 - 1999 - Matteo Berrettini - Lorenzo Sonego |  | 1990 - 1994 - Marco Cecchinato |  | 1985 - 1989 - Fabio Fognini - Simone Bolelli |  | 1980 - 1984 - Andreas Seppi - Filippo Volandri - Potito Starace - Paolo Lorenzi |  |

| 1975 - 1979 - Daniele Bracciali |  | 1970 - 1974 - Andrea Gaudenzi - Renzo Furlan - Cristiano Caratti - Davide Sanguinetti - Stefano Pescosolido |  | 1965 - 1969 - Omar Camporese - Gianluca Pozzi - Paolo Canè |  | 1960 - 1964 - Francesco Cancellotti - Claudio Panatta |  | 1955 - 1959 - Gianni Ocleppo |  | 1950 - 1954 - Adriano Panatta - Corrado Barazzutti - Paolo Bertolucci - Tonino Zugarelli |

## Galería de tenistas masculinos destacados
Tenistas italianos Top 25.
|                     |
| Nicola Pietrangeli. |

|                  |
| Adriano Panatta. |

|                   |
| Paolo Bertolucci. |

|                     |
| Corrado Barazzutti. |

|                   |
| Filippo Volandri. |

|                |
| Andreas Seppi. |

|                |
| Fabio Fognini. |

|                   |
| Marco Cecchinato. |

|                 |
| Lorenzo Sonego. |

|                    |
| Matteo Berrettini. |

|                |
| Jannik Sinner. |

|                  |
| Lorenzo Musetti. |

|                 |
| Flavio Cobolli. |